# Cryptolepis somaliensis
Cryptolepis somaliensis är en oleanderväxtart som beskrevs av Venter och Thulin. Cryptolepis somaliensis ingår i släktet Cryptolepis och familjen oleanderväxter. Inga underarter finns listade i Catalogue of Life.